# Kebalan Kulon
Kebalan Kulon is een bestuurslaag in het regentschap Lamongan van de provincie Oost-Java, Indonesië. Kebalan Kulon telt 2171 inwoners (volkstelling 2010).